# Diócesis de Kaolack
La diócesis de Kaolack (en latín: Dioecesis Kaolackensis y en francés: Diocèse de Kaolack) es una circunscripción eclesiástica de la Iglesia católica en Senegal. Se trata de una diócesis latina, sufragánea de la arquidiócesis de Dakar. Desde el 25 de julio de 2018 su obispo es Martin Boucar Tine, de la Congregación del Santísimo Sacramento.

## Territorio y organización
La diócesis tiene 21 299 km² y extiende su jurisdicción sobre los fieles católicos de rito latino residentes en las regiones de Kaolack y de Kaffrine.
La sede de la diócesis se encuentra en la ciudad de Kaolack, en donde se halla la Catedral de San Teófilo.
En 2021 en la diócesis existían 18 parroquias.

## Historia
La prefectura apostólica de Kaolack fue erigida el 21 de enero de 1957 mediante la bula Firmissima libertatis del papa Pío XII, obteniendo el territorio de la arquidiócesis de Dakar y de la diócesis de Ziguinchor.
El 6 de julio de 1965 la prefectura apostólica fue elevada a diócesis mediante la bula Christi Vicarii del papa Pablo VI.
El 13 de agosto de 1970 cedió una parte de su territorio para la erección de la prefectura apostólica de Tambacounda (hoy diócesis de Tambacounda) mediante la bula Universae Christianorum del papa Pablo VI.

## Estadísticas
Según el Anuario Pontificio 2022 la diócesis tenía a fines de 2021 un total de 19 529 fieles bautizados.
| Año                                                                             | Población            | Población | Población      | Sacerdotes | Sacerdotes    | Sacerdotes    | Bautizados por sacerdote | Diáconos permanentes | Religiosos | Religiosos | Parroquias |
| Año                                                                             | Bautizados católicos | Total     | % de católicos | Total      | Clero secular | Clero regular | Bautizados por sacerdote | Diáconos permanentes | Varones    | Mujeres    | Parroquias |
| ------------------------------------------------------------------------------- | -------------------- | --------- | -------------- | ---------- | ------------- | ------------- | ------------------------ | -------------------- | ---------- | ---------- | ---------- |
| 1970                                                                            | 6600                 | 736 000   | 0.9            | 20         |               | 20            | 330                      |                      | 27         | 48         | 1          |
| 1980                                                                            | 6607                 | 863 500   | 0.8            | 24         |               | 24            | 275                      |                      | 37         | 44         | 1          |
| 1990                                                                            | 8632                 | 1 210 119 | 0.7            | 22         | 6             | 16            | 392                      |                      | 31         | 59         | 14         |
| 1999                                                                            | 11 238               | 1 495 083 | 0.8            | 25         | 11            | 14            | 449                      |                      | 30         | 57         | 1          |
| 2000                                                                            | 11 906               | 1 563 640 | 0.8            | 25         | 12            | 13            | 476                      |                      | 31         | 63         | 1          |
| 2001                                                                            | 12 201               | 1 621 042 | 0.8            | 29         | 15            | 14            | 420                      |                      | 26         | 68         | 1          |
| 2002                                                                            | 12 689               | 1 669 673 | 0.8            | 30         | 17            | 13            | 422                      |                      | 29         | 70         | 1          |
| 2003                                                                            | 14 175               | 1 705 915 | 0.8            | 30         | 16            | 14            | 472                      |                      | 29         | 67         | 15         |
| 2004                                                                            | 14 450               | 1 741 000 | 0.8            | 34         | 15            | 19            | 425                      |                      | 44         | 69         | 15         |
| 2006                                                                            | 14 755               | 1 689 565 | 0.9            | 33         | 15            | 18            | 447                      |                      | 36         | 68         | 15         |
| 2011                                                                            | 18 425               | 1 930 000 | 1.0            | 43         | 27            | 16            | 428                      |                      | 39         | 62         | 17         |
| 2013                                                                            | 17 563               | 2 002 000 | 0.9            | 50         | 31            | 19            | 351                      |                      | 35         | 65         | 17         |
| 2016                                                                            | 19 398               | 2 003 827 | 1.0            | 48         | 32            | 16            | 404                      |                      | 24         | 62         | 18         |
| 2019                                                                            | 20 000               | 2 250 445 | 0.9            | 51         | 33            | 18            | 392                      |                      | 26         | 65         | 18         |
| 2021                                                                            | 19 529               | 2 323 800 | 0.8            | 61         | 40            | 21            | 320                      |                      | 33         | 68         | 18         |
| Fuente: Catholic-Hierarchy, que a su vez toma los datos del Anuario Pontificio. |                      |           |                |            |               |               |                          |                      |            |            |            |

## Episcopologio
- Théophile Albert Cadoux, M.S.C. † (29 de marzo de 1957-1 de julio de 1974 renunció)
- Théodore-Adrien Sarr (1 de julio de 1974-2 de junio de 2000 nombrado arzobispo de Dakar)
- Benjamin Ndiaye (15 de junio de 2001-22 de diciembre de 2014 nombrado arzobispo de Dakar)
  - Sede vacante (2014-2018)
- Martin Boucar Tine, S.S.S., desde el 25 de julio de 2018